# Jacques Ortoli
Jacques Toussaint François Ortoli (16 juillet 1895 à Poggio-di-Tallano en Corse) - 19 juin 1947 à Tunis en Tunisie) est un as de l'aviation français de la Première Guerre mondiale, au cours de laquelle il remporte onze victoires aériennes homologuées. Il sert à nouveau son pays pendant la Seconde Guerre mondiale.

## Première Guerre mondiale
D'origine corse, Ortoli s'engage dans l'armée en 1914, avant que la Première Guerre mondiale n'éclate. Le 26 juin 1914, il obtient le brevet de pilote no 1668. Le 2 septembre 1914, il s'engage dans l'armée en tant que volontaire pendant la durée de la guerre. Il entre comme soldat de 2e classe au 2e Groupe d'aviation. Le 30 septembre, il obtient le brevet de pilote militaire no 608. Peu de temps après, le 14 octobre 1914, il est promu au grade de caporal et transféré à l'Escadrille 8.
Le 25 février 1915, il est promu au grade de sergent. Le 28 avril 1915, Ortoli remporte, avec son copilote, sa première victoire aérienne en abattant un avion d'observation biplace Rumpler aux commandes d'un Farman. Il remporte ainsi l'une des premières victoires aériennes de l'histoire de l'aviation militaire. Le 8 juillet, Ortoli - blessé à la tête - est évacué à l'hôpital. Il ne retourne pas au combat avant le 7 octobre, date à laquelle il rejoint l'Escadrille 31 dans laquelle il pilote des Nieuports.
Le 11 mars 1916, il est promu au grade d'adjudant. Le 4 juin, il remporte sa deuxième victoire aérienne contre un LVG. Neuf jours plus tard, il reçoit la Médaille militaire. Le 24 septembre 1916, il est transféré à l'Escadrille 77. Puis, entre le 23 janvier et le 24 juin 1917, Ortoli remporte une série de neuf victoires. À l'exception d'une victoire partagée avec Xavier de Sevin et Jean Chaput, toutes sont des victoires aériennes en solitaire.
Alors qu'il enchaîne les combats victorieux, il est promu sous-lieutenant, le 24 avril 1917, et, le 28 mai il est fait Chevalier de la légion d'honneur.
Le 19 avril 1918, il est élevé au rang de lieutenant. Le 10 mai, il prend le commandement de l'Escadrille 57 qui vole alors avec des SPAD. À l'Armistice, Ortoli totalise 1 235 heures de vol. Il a participé à 500 sorties offensives ainsi qu'à 400 escortes, reconnaissances photographiques, ou en support à l'artillerie. Il est blessé au combat deux fois par des batteries anti-aériennes.

## Entre-deux-guerres
Le 7 mars 1922, Ortoli quitte le service actif. Le 9 novembre 1927, il est fait officier de la Légion d'honneur. Il est promu au grade de capitaine dans la réserve, le 25 juin 1934. Le 30 mars 1935, il est fait commandeur de la Légion d'honneur. Il a également reçu la croix de guerre belge, la Military Cross britannique, et a été cité au moins cinq fois.

## Seconde Guerre mondiale
Le 2 septembre 1939, Ortoli est rappelé sous les drapeaux. Il est démobilisé le 20 février 1941. Il est à nouveau rappelé le 3 mai 1943, promu au grade de commandant le 25 juin, et resta mobilisé jusqu'au 15 juillet 1945.

## Distinctions
- Légion d'honneur (chevalier)

- Médaille militaire

- Croix de guerre 14-18 (7 palmes et 2 étoiles)

## Ouvrages
- (en) Norman L. R. Franks et Frank W Bailey, Over the front : a complete record of the fighter aces and units of the United States and French Air Services, 1914-1918, London, Grub Street, 1992, 228 p. (ISBN 978-0-948-81754-0, OCLC 472550958).